# Luc Pham
Pour les articles homonymes, voir Pham.
Luc Pham est un peintre d'histoire, compositions animées, scènes de genre, figures, natures mortes, fleurs, peintre à la gouache, aquarelliste, style occidental, vietnamien, né en 1943 à Hué (ancienne capitale impériale du Viêt Nam de 1802 à 1945).

## Biographie
Luc Pham est diplômé de l'Institut des Beaux-Arts de Hanoï en 1977.
Il prend part à de nombreuses expositions nationales et internationales : Japon, Malaisie, Allemagne, Russie, France, U.S.A, Italie, Pologne, ex-Tchécoslovaquie.
En 1996, il figure à l'exposition Viêt Nam. 30 ans de peinture de la guerre à la paix à Paris. Il obtient diverses récompenses et distinctions: en 1990, lauréat au concours du Ministère de la Défense; en 1996, il est élu conseiller au département Art et Culture à l'UNESCO de Hanoï.
Très productif, il peint les sujets les plus variés, avec une prédilection pour des thèmes tels que: la mère et l'enfant, l'amour, la défense armée. On cite de lui : les Handicapés de guerre; Bombardement des B-52 ; La Fête ; Citadelle ; ces œuvres sont traitées par l'arabesque et le cerne noir enserrant des aplats de couleurs qui exaltent l'expression du dessin sommaire en silhouettes.

## Musées
Certaines de ses œuvres sont conservées aux musées de Hanoï (Mus. Nat.) et Singapour.